# ARIES XXI

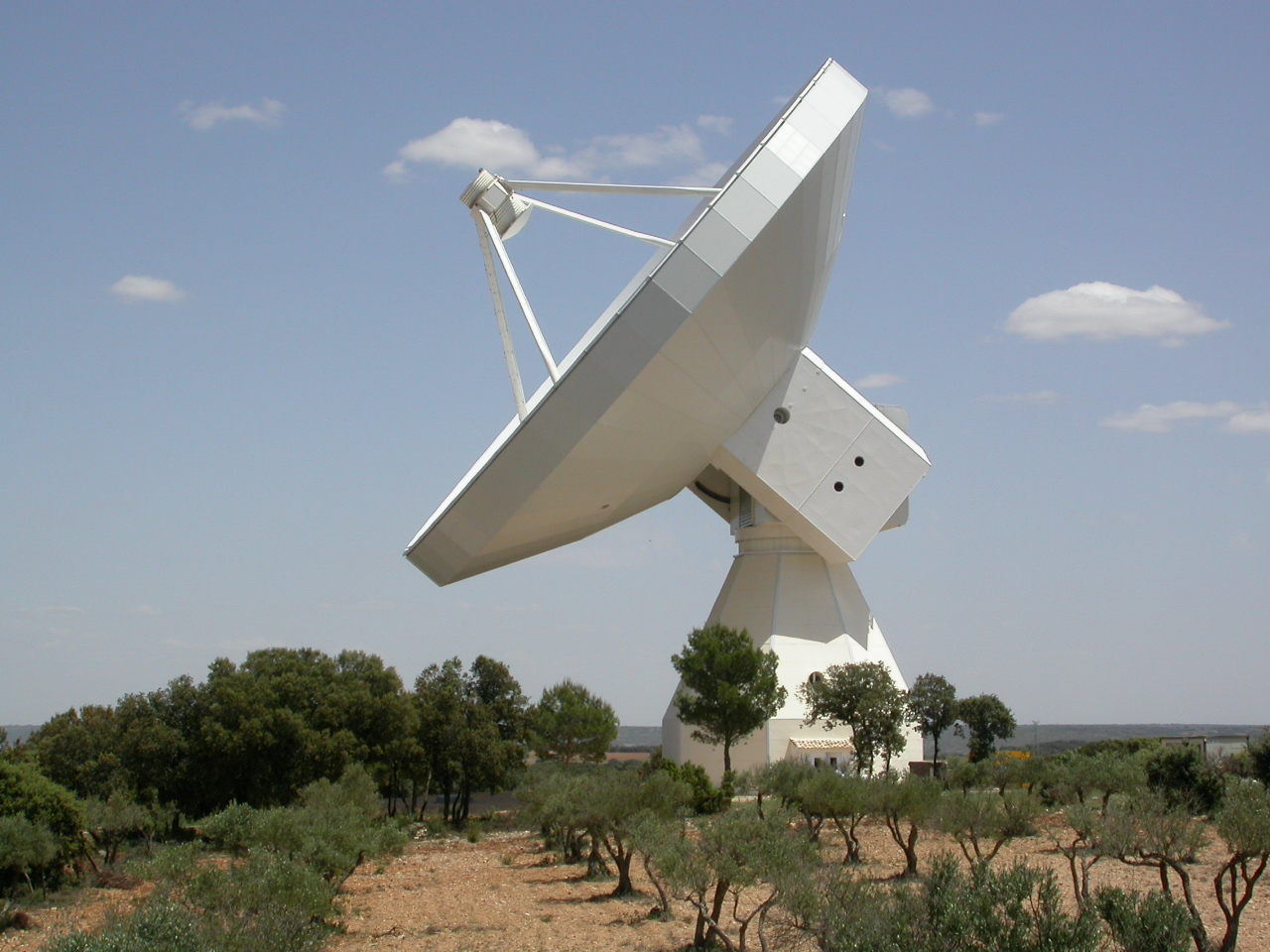
Radiotelescopio de 40 metros de diámetro del OAN en Yebes (Guadalajara).

ARIES XXI es un radiotelescopio del Centro Astronómico de Yebes (CAY). El CAY constituye en la actualidad el centro de desarrollo tecnológico más importante de cuantos forman el Instituto Geográfico Nacional (IGN) y es uno de los diez centros de investigación científica totalmente españoles clasificados como Gran Instalación Científica. 
Está situado a unos 70 km de Madrid, en el término municipal de Yebes, en la provincia de Guadalajara. Se encuentra situado a una altitud de 931  metros sobre el nivel del mar, y presenta buenas condiciones para una estación de observación radioastronómica, ya que la media de vapor de agua precipitable es de 6 milímetros alcanzándose mínimos de 2 milímetros en invierno. La velocidad del viento es inferior a 5 m/s durante el 90% del tiempo y el número de días con precipitaciones de nieve no supera la semana en un año.
En la actualidad el telescopio más potente del Centro Astronómico de Yebes es el radiotelescopio de 40 m de diámetro ARIES XXI, diseñado especialmente para integrarse en las redes europea y mundial de VLBI, además de operar como una antena individual en un amplio rango de ondas centimétricas y milimétricas.  
El CAY cuenta con modernos laboratorios de instrumentación, (amplificadores, receptores) y es la base de trabajo de un grupo de técnicos e ingenieros. La participación del OAN en el IRAM conlleva la activa participación de astrónomos e ingenieros del CAY en desarrollos instrumentales y en observaciones astronómicas con los radiotelescopios de este Instituto situados en el pico Veleta (Granada) y en la Plateau de Bure (Grenoble). 

## Introducción
El proyecto de un radiotelescopio de 40 metros para España nace como consecuencia de las conclusiones de los sucesivos Planes Nacionales de Desarrollo de la Radioastronomía. Así, tras la Reunión Científica sobre el Radiotelescopio de 40 metros celebrada en Madrid en la década de los noventa, los astrónomos e ingenieros del CAY, con la ayuda y colaboración de los mejores expertos de Europa, realizaron estudios dirigidos a identificar los campos de aplicación concretos más interesantes para, a partir de ellos, definir las características técnicas básicas que habría de tener el nuevo radiotelescopio. Concretadas las características técnicas, se procedió a realizar un estudio de viabilidad y definición técnica con el objetivo fundamental de evaluar la factibilidad de su construcción en España con un máximo de participación de la industria de nuestro país. Este estudio fue realizado por la empresa INISEL Espacio. Posteriormente, a finales de los noventa se encargó a la empresa alemana MAN Technologie el proyecto detallado de diseño y construcción del radiotelescopio.
Así, la construcción del radiotelescopio en el CAY comienza en el año 2000, con la edificación del pedestal de hormigón soporte del radiotelescopio, realizado por la empresa ACS. En ese mismo año se encarga la construcción de los rodamientos de azimut y de elevación a las empresas alemanas Rothe-Erde y FAQ respectivamente. También en ese año se encarga la construcción de la estructura trasera de acero soporte del radiotelescopio a la empresa de Tarragona SCHWARTZ-HAUTMONT Construcciones Metálicas. En el mismo año, también se adjudica un contrato para el diseño del sistema de focalización de la cabina de receptores a la ETSI de Telecomunicación de la Universidad Politécnica de Madrid. En el año 2001 se adjudican la construcción de los paneles reflectores a la misma empresa SCHWARTZ-HAUTMONT y la realización e instalación de los servomecanismos del radiotelescopio a la empresa BBH de Alemania. Finalmente en el año 2003 se adjudica el contrato de la instalación eléctrica y del equipamiento auxiliar interior del radiotelescopio a la empresa española ELIMCO. Así, se estima que el radiotelescopio estará totalmente construido y comenzará a ser operativo a finales del año 2007.
Las líneas de trabajo con el nuevo radiotelescopio serán:
- VLBI
- VLBI espacial
- Observaciones de antena única

## Parámetros técnicos de la antena
El radiotelescopio de 40 metros es de montura alt-azimutal con cabeza rotante sobre rodamiento azimutal turning head. Se moverá pues en las coordenadas de elevación y azimut. La configuración óptica responde a la de un sistema Nasmyth-Cassegrain: reflector parabólico, subreflector hiperbólico y espejo plano a 45 grados para desplazar el eje óptico lateralmente. El 
foco Nasmyth  se sitúa a más de once metros del vértice de la parábola, lo que permite disponer de una gran sala para la instalación de los receptores. Esta sala es solidaria al sistema que se mueve en azimuth, con lo cual los receptores pueden permanecer fijos. El espejo Nasmyth se mueve solidariamente con la parábola y redirige el haz recibido hacia los receptores cuando el radiotelescopo se mueve en elevación. El subreflector dispone de un movimiento fino de enfoque y otro más amplio, del orden de un metro, que permite llevar un receptor instalado en su vértice hasta el foco primario. Dicho receptor será usado para la realización de sesiones de holografía. 
El radiotelescopio ha sido diseñado siguiendo los principios de homología, el viento máximo operativo es de 15 m/s y la precisión de la superficie será inferior a 150 micras rms. Para ello se han fabricado paneles reflectores de aluminio con una precisión de manufactura de 60 micras. Esto hace que la frecuencia máxima utilizable sea de 120 GHz. La frecuencia mínima viene impuesta por el tamaño de los haces dentro de la cabina de receptores y es de 2 GHz. La eficiencia de apertura del radiotelescopio será pues del 70% a 7 milímetros y del 50% a 3 milímetros. La puntería será mejor que 3.7 arcosegundos cuando el viento sea inferior a 15 m/s. El máximo viento que soporta el radiotelescopio sin deteriorarse es de 50 m/s.

## Parámetros ópticos de la antena
La configuración óptica general del telescopio está esquematizada en la figura de la izquierda:
| Valor de los parámetros indicados en la figura | Valor de los parámetros indicados en la figura |
| ---------------------------------------------- | ---------------------------------------------- |
| Parámetro                                      | Valor                                          |
| Dm                                             | 40m                                            |
| Ds                                             | 3,28m                                          |
| Lv                                             | 1,204m                                         |
| Lr                                             | 25,396m                                        |
| Fm/Dm                                          | 0,375                                          |
| Fm                                             | 15m                                            |
| Feq                                            | 316,6                                          |
| Feq/Dm                                         | 7,9                                            |
| Mag                                            | 21,09                                          |
| Fc                                             | 26,6m                                          |
| g                                              | 11,6m                                          |
| g'                                             | 6,6m                                           |
| hp                                             | 6,667m                                         |
| hs                                             | 7,129m                                         |
| Theta                                          | 3,621º                                         |

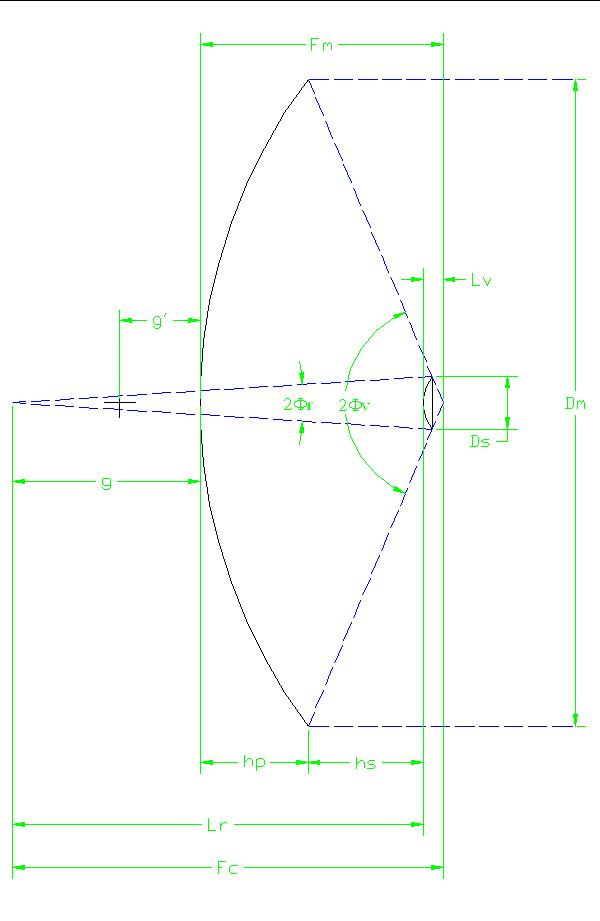
Óptica de ARIES.

El sistema óptico principal está configurado por los tres espejos principales que se describen a continuación:
- Reflector principal: M1 es el espejo primario parabólico de 40 metros de diámetro que está formado por 420 paneles de aluminio organizados en 10 anillos concéntricos. Cada panel está elaborado de una capa de aluminio de aproximadamente 1,8 mm de espesor pegada con epoxy sobre una armadura de refuerzos también de aluminio. Cada uno de estos paneles está sujeto a la estructura mediante unos ajustadores que permiten una precisión de 14 micras en el posicionamiento.

- Subreflector: M2 es el subreflector, un espejo secundario hiperbólico, de 3,28 metros de diámetro, que está hecho de fibra de carbono con una lámina reflectora de aluminio. Tiene un peso de 300 kg pudiendo soportar un peso adicional de 100 kg. La precisión de superficie es de 53 micras rms. Este espejo dispone de un movimiento fino de enfoque y de otro más amplio que permite apartarlo del orden de 1 metro para que deje a un receptor, inicialmente situado en el vértice del subreflector, que se instale en el foco primario de la parábola.

- Espejos Nasmyth: M3 es el espejo terciario o espejo Nasmyth, un espejo plano y elíptico (su diámetro mayor mide 2,65 metros) situado a unos 22 m de la base de la parábola y formando un ángulo de 45° con el eje óptico. Este espejo se mueve solidariamente con la parábola y dirige el haz lateralmente hacia uno de los espejos M4 o M4' (ambos iguales a M3) que, a su vez, conducen la radiación, respectivamente, al sistema de enfoque de alta (M4) o baja frecuencia (M4') donde se encuentran los receptores.

## Cabina de receptores

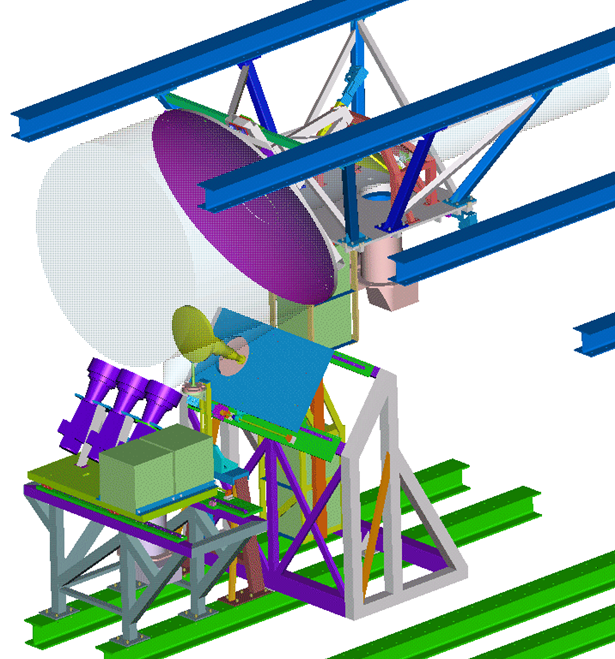
Cabina de receptores de ARIES.

Una de las características más sobresalientes de este radiotelescopio es su cabina de receptores. Con unas dimensiones de 8 × 9 × 3,5 m, tiene capacidad para albergar un gran número de receptores. Está dividida en dos ramas independientes que se seleccionan orientando el espejo Nasmyth móvil M3 hacia dos espejos fijos llamados M4 y M4’. De esta manera se aprovecha todo el espacio disponible en la cabina. Como consecuencia de ello se dispone de dos focos independientes, situados aproximadamente a una distancia de 4,5 metros de los espejos M4.
Otra de las características importantes es que los espejos M4 pueden adoptar dos inclinaciones diferentes, 0º y 20º con el eje óptico, lo cual aumenta sustancialmente la capacidad de la cabina para albergar un mayor número de receptores. Los tres espejos Nasmyth son planos y tienen las mismas dimensiones, su contorno es elíptico y su eje mayor mide 2,67 metros.
La etapa Nasmyth es un conjunto de dos espejos planos girados 45° que permiten observar en todo el rango de elevaciones del radiotelescopio. El primero de ellos, llamado M3, se sitúa en el punto donde intersecan el eje óptico del radiotelescopio y el eje de elevación y posee movimiento de rotación según el eje de elevación siguiendo automáticamente el movimiento del reflector principal. Además del movimiento automático de elevación, el espejo M3 rota para redirigir el haz hacia los espejo M4 o M4’, dependiendo de la rama de observación. Los espejos M4 y M4’ alimentan cada una de las ramas del radiotelescopio donde se sitúan los receptores y espejos auxiliares de enfoque. La rama M4’ albergará los receptores de microondas. El diseño óptico permitirá la observación en las principales bandas de VLBI. Se instalarán receptores en las siguientes bandas de frecuencia: S(2,2GHz), 3,3GHz, C(5-6GHz), X(8,4GHz), Ku(12GHz), 22GHz y 30 GHz.
La rama M4 albergará los receptores milimétricos. El diseño óptico permite la observación simultánea con varios receptores y se prevé cubrir la banda entre 30 y 120 GHz. En el diseño está previsto situar una carga de calibración para todos ellos.